# Şeyma Ercan
Şeyma Ercan (Ankara, 5 luglio 1994) è una pallavolista turca, schiacciatrice dello Zeren.

## Carriera

### Club
La carriera di Şeyma Ercan inizia nel 2005, quando undicenne entra a far parte del settore giovanile del Gazi Üniversitesi, nel quale gioca per quattro annate. Promossa in prima squadra nel 2009, vi resta per due stagioni, prendendo parte alle categorie minori del campionato turco. Nella stagione 2011-12 fa il suo esordio in Voleybol 1. Ligi con la maglia del Beşiktaş, trasferendosi nella stagione seguente al neopromosso Bursa BB.
Nel campionato 2013-14 viene ingaggiata per un biennio dall'Eczacıbaşı, con il quale si aggiudica una Champions League e un campionato mondiale per club. Nella stagione 2015-16 si trasferisce al Fenerbahçe, con cui vince una Coppa di Turchia e uno scudetto, in due annate.
Nel campionato 2017-18 torna a difendere i colori del Beşiktaş, mentre nel campionato seguente si accasa al neopromosso Türk Hava Yolları, con cui vince due volte la BVA Cup. Dopo sei annate in biancorosso, nella stagione 2024-25 approda allo Zeren.

### Nazionale
F parte delle selezioni giovanili turche, vincendo la medaglia d'oro sia al campionato europeo under 18 2011, competizione nella quale viene premiata anche come miglior servizio, che al campionato mondiale under 18 2011, mentre nell'estate del 2012 vince la medaglia d'oro al campionato europeo under 19.
Nell'estate del 2014 fa il suo esordio nella nazionale turca maggiore, esordendo in occasione della European League, mentre nel 2015 vince la medaglia d'argento al Campionato mondiale under 23.
In seguito vince la medaglia d'argento alla Volleyball Nations League 2018 e al campionato europeo 2019. Nel 2021 conquista la medaglia di bronzo alla Volleyball Nations League.

## Palmarès

### Club
- Campionato turco: 1

2016-17
- Coppa di Turchia: 1

2016-17
- Campionato mondiale per club: 1

2015
- Champions League: 1

2014-15
- BVA Cup: 2

2019, 2020

### Nazionale (competizioni minori)
- Campionato europeo under 18 2011
- Campionato mondiale under 18 2011
- Campionato europeo under 19 2012
- Campionato mondiale under 23 2015
- Montreux Volley Masters 2018

### Premi individuali
- 2011 - Campionato europeo under 18: Miglior servizio